# Mayumi Iizuka
Mayumi Iizuka (飯塚 雅弓, Iizuka Mayumi), née le 3 janvier 1977 à Tōkyō au Japon, est une seiyū japonaise et aussi une chanteuse J-pop.

## Discographie

### Singles
- Akuseru (アクセル?), 1997
- love letter, 1999
- caress/place to be, 2000
- My wish, 2000
- Yasashi Migite (やさしい右手?), 2002
- Koi no Iro (恋の色?), 2002
- Kikaseteyo Kimi no Koe (聴かせてよ君の声?),  2002
- Pure, 2003
- amulet, 2004

### Albums
- Kataomoi (かたおもい?),  1997
- Mint to Kuchibue (ミントと口笛?),  1998
- Fly Ladybird fly, 1998 (Mini-album)
- so loving, 1999
- AERIS, 2000
- Himawari (ひまわり?),  2001
- Niji no Saku Basho (虹の咲く場所?),  2002
- SMILE×SMILE, 2003
- infinity, 2004
- 23degrees, 2004  (Mini-album)
- mine, 2005
- Purezento (プレゼント?),  2005  (Mini-album)
- 10LOVE, 2006
- Crystal Days, 2007
- Stories, 2008
- Fight!!, 2009
- .Kimi e.. (君へ。。。?), 2009

### Compilations
- berry best, 2001
- BESTrawberry, 2005

## Rôles notables
- Kun Osaki dans Shikabane Hime: Aka dans l'épisode 4
- Yukari Utchida et Princess Millerna dans Vision d'Escaflowne
- Nanaka Nakatomi dans Magic User's Club
- Reiko Asagiri dans Gate Keepers
- Makoto Sawatari dans Kanon
- Ondine dans Pokémon
- Cleao dans Sorcerous Stabber Orphen
- Panako dans Nagasarete Airantō
- Aoi Matsubara dans To Heart
- Rena Lanford dans Star Ocean: The Second Story
- Yuka Odajima dans Futari wa Pretty Cure
- Miyuki dans Fresh Pretty Cure!
- Sakuya Kumashiro dans Shin Tenchi Muyô!